# Малахов, Михаил Андреевич
 Малахов, Михаил Андреевич  (20 октября 1923 года — 6 ноября 1988 года) — сапёр-разведчик 196-го отдельного сапёрного батальона 81-й стрелковой дивизии 3-й гвардейской армии 1-го Украинского фронта, ефрейтор, Полный кавалер ордена Славы.

## Биография
Малахов Михаил Андреевич родился  20 октября 1923 года в деревне Болотино Аургазинского района Башкирии в крестьянской семье.
Русский. Член ВКП(б)/КПСС с 1944 года. Окончил 5 классов. Работал в колхозе.
В Красную Армию призван 12 апреля 1941 года Аургазинским райвоенкоматом Башкирской АССР. В боях Великой Отечественной войны с апреля 1942 года.
В 1945 году М. А. Малахов демобилизован. Вернулся в Башкирию. Жил в селе Толбазы, а затем — в деревне Трудовка Аургазинского района, работал бригадиром в колхозе имени Кирова.
Скончался 6 ноября 1988 года. Похоронен в деревне Трудовка РБ..

## Подвиг
Сапёр-разведчик 196-го отдельного сапёрного батальона (81-я стрелковая дивизия, 3-я гвардейская армия, 1-й Украинский фронт) ефрейтор Михаил Малахов в ночь на 5 июня 1944 года близ села Червона ныне Гороховского района Волынской области Украины сделал проход в минном поле противника, снял четыре мины. 12 июня 1944 года в этом же районе отважный сапёр проделал проход в проволочных заграждениях, чем способствовал выполнению боевой задачи.
Приказом от 18 июня 1944 года «за образцовое выполнение заданий командования в боях с немецко-фашистскими захватчиками» ефрейтор Малахов Михаил Андреевич награждён орденом Славы 3-й степени (№ 359718).
1-5 августа 1944 года в районе польского населённого пункта Якубовице при форсировании реки Вислы М. А. Малахов переправил через реку десант с четырьмя станковыми пулеметами. 4 августа 1944 года бесстрашный сапёр-разведчик спас раненого офицера.
Приказом от 30 октября 1944 года «за образцовое выполнение заданий командования в боях с немецко-фашистскими захватчиками» ефрейтор Малахов Михаил Андреевич награждён орденом Славы 2-й степени (№ 6119).
21 октября 1944 года в районе населённого пункта Гавранец (Чехословакия) Михаил Малахов уничтожил пулемётный расчёт и четверых вражеских автоматчиков, за что 30 ноября 1944 года повторно награждён орденом Славы 2-й степени.
Указом Президиума Верховного Совета СССР от 16 марта 1984 года «за образцовое выполнение заданий командования в боях с немецко-фашистскими захватчиками» Малахов Михаил Андреевич перенаграждён орденом Славы 1-й степени (№ 2108), став полным кавалером ордена Славы.

## Награды
Награждён орденом Отечественной войны 1-й степени, двумя орденами Красной Звезды, орденами Славы 1-й, 2-й и 3-й степени, медалями.

## Память
Именем полного кавалера ордена Славы М. А. Малахова названа улица в деревне Трудовка Аургазинского района Башкирии.